# Sigma lunaire
Cette page contient des caractères spéciaux ou non latins. S’ils s’affichent mal (▯, ?, etc.), consultez la page d’aide Unicode.
Sigma lunaire (capitale : Ϲ, minuscule : ϲ) est une lettre archaïque de l’alphabet grec utilisée dans l’écriture onciale. C’est une variante de la lettre sigma ‹ Σ, σ, ς ›.
Il est confondu avec le digamma utilisé dans la numération grecque, où il désigne le nombre 6 ; dans son tracé le plus simple  en onciale médiévale.

## Utilisation
Selon Haralambous, le sigma lunaire est utilisé traditionnellement pour représenter un sigma sans contexte, c’est-à-dire un sigma ni initial ni final. Les papyrologues l’utilisent pour conserver le manque de distinction présent dans les papyrus utilisant cette variante du sigma et écrits sans espace entre les mots. Cette lettre n'est en revanche pas à l'origine de la lettre C latine, laquelle dérive du G, provenant lui-même du gamma grec, Γ. Cette lettre C utilisait cependant le même diagramme que la sigma lunaire pour s'écrire.